# میله‌لگن
میله‌لگن (نام علمی: Rhabdopelix) نام یک سرده از تیره کوهنه‌خزندگان است.